# Раде Баста
Раде Баста (Нови Сад, 21. фебруар 1979) је српски економиста, политичар и џудиста.
На функцији министра привреде у Влади Републике Србије налазио се од 26. октобра 2022. године до 11. јула 2023. године, а претходно је био народни посланик у Народној скупштини Републике Србије и одборник Скупштине града Новог Сада. Оснивач је и председник Покрета Европски пут.
Заговорник је коришћења нуклеарне енергије, енергетске сарадње Србије са Сједињеним Америчким Државама и Европском унијом, те изградње нуклеарне електране у Србији. Отворено се залагао за увођење санкција Русији и подржао је протесте Србија против насиља, због чега је искључен из Јединствене Србије и потом на иницијативу СПС и ЈС смењен са функције министра привреде.

## Биографија

### Младост и образовање
Рођен је 21. фебруара 1979. године у Новом Саду, од оца  Милорада Миће Басте из Меденог Поља код Петровца и мајке Славице Гиза, родом од Шипова. По завршеној Средњој школи унутрашњих послова „Пане Ђукић” у Сремској Каменици 1998. године, запослио се у Министарству унутрашњих послова, где је радио до 2005. године.
Упоредо са послом је и студирао, те је најпре 2002. године дипломирао на Факултету физичке културе Универзитету у Новом Саду, а завршио је и мастер студије економије на Универзитету Привредна академија 2012. године.
У јулу 2013. године именован је за саветника директора Електровојводине. Од септембра 2018. до 2022. године био је директор Београдских електрана.

### Политичка каријера
На локалним изборима 2016. године изабран је за одборника у Скупштини града Новог Сада као кандидат Јединствене Србије на изборној листи коалиције СПС-ЈС. Од јула 2016. до 2018. године обављао је функцију заменика покрајинског секретара за енергетику, грађевинарство и саобраћај Аутономне покрајине Војводине.
Председник Покрајинског одбора Јединствене Србије постао је 11. децембра 2016. године. За потпредседника Јединствене Србије изабран је на V Редовној изборној Скупштини, одржаној крајем новембра 2022. године, а био је и члан Извршног одбора странке.
За народног посланика изабран је на парламентарним изборима 2022. године, као кандидат на изборној листи коалиције СПС-ЈС.

#### Министар привреде
Народна скупштина Републике Србије изабрала га је 26. октобра 2022. године за министра привреде у Влади Републике Србије. На почетку мандата покренуо је акцију Жене су закон, чији је циљ био јачање положаја жена у привреди и женског предузетништва. Акцију су подржали Национална алијанса за локални економски развој - НАЛЕД и Канцеларија Светске банке у Србији, али и бројне јавне личности, међу којима је била и Јелена Тривић, као и више десетина удружења.
У јануару 2023. године, Влада Србије именовала га је за председника Управног одбора Фонда за развој Републике Србије.
Средином марта се јавно заложио да Србија уведе санкције Руској Федерацији, следећи политику Европске уније и САД, уз образложење да као министар привреде сваког дана види са каквим се притисцима држава суочава, а затражио је да се Влада Републике Србије и министри изјасне по овом питању. Због овог става, Председништво Јединствене Србије га је 10. априла 2023. године сменило са места потпредседника странке, а потом је саопштено и да је искључен из чланства странке.
Након што је у интервјуу за Данас, од 16. јуна, Баста рекао да разуме грађане који учествују у протесту Србија против насиља и да су сви чланови Владе морали бити на улици са грађанима због трагедије у Основној школи „Владислав Рибникар”, председник Јединствене Србије Драган Марковић Палма га је путем медија позвао Басту да поднесе оставку на место министра. Баста му је на то јавно одговорио:
Оставку нећу дати, нека ме смене, радим за народ и државу. (...) Зар није национални интерес да нам је земља уједињена? А уједињена је ако и опозиција и власт учествују у нормалном процесу. Зар је игнорисање стотина хиљада људи на улицама сваког викенда нормалан процес и национални интерес?
На захтев председника Социјалистичке партије Србије Ивице Дачића и председника ЈС Драгана Марковића Палме, Влада Републике Србије је 22. јуна упутила Народној скупштини предлог за разрешењу Басте са дужности министра привреде. У образложењу предлога наведено је да се разрешење тражи због ставова супротних политици коалиције СПС-ЈС:
...због поступака и изношења у јавност ставова који су супротни државној и националној политици коју спроводи Влада и ставовима које заступају и програмима које спроводе Јединствена Србија и Социјалистичка партија Србије, коалициони партнери поднели председнику Владе иницијативу за разрешење Радета Басте функције члана Владе и министра привреде.
Дана 20. јуна 2023. године Баста је саопштио да је основао Покрет Европски пут и најавио учешће на изборима на свим нивоима. Смењен је са функције министра привреде 11. јула одлуком владајуће већине у Народној скупштини Републике Србије.

### Спортска каријера
У младости се бавио џудоом. Џудо савез Србије му је 2022. године уручио мајсторски појас 4. дан.
Од децембра 2016. до новембра 2017. године био је директор Фудбалског клуба Раднички из Ниша, прволигаша који се и те сезоне такмичио у Суперлиги Србије.

## Приватни живот
Ожењен је Миланом Алексић, са којом има сина Марка. Говори енглески, немачки и руски језик.

## Ставови

### Санкције Руској Федерацији
Дана 13. марта 2023. године, затражио је да Србија уведе санкције Руској Федерацији због напада на Украјину, што су раније учиниле САД, Европска унија, Уједињено Краљевство, Канада, Швајцарска, Албанија, Црна Гора и Северна Македонија. Раније је изјавио и да није потребно постојање Руско-српског хуманитарног центра у Нишу.
На његову изјаву реаговала је Марија Захарова, портпаролка Министарства иностраних послова Руске Федерације. Од овог става оградила се и Јединствена Србија, а његову смену са места министра привреде због ове изјаве затражили су председник Српског покрета Двери и народни посланик Бошко Обрадовић, као и председник ванпарламентарне Српске радикалне странке Војислав Шешељ.

### Подршка Украјини
Крајем марта 2023. године, Баста је у Министарству привреде угостио амбасадора Украјине у Србији Володимира Толкача и изразио спремност да се пружи помоћ угроженом становништву и помогне обнова градова у Украјини. Почетком априла се сусрео и са посланицима Врховне раде Украјине, Игором Копутином и Игором Герасименком, али и Федиром Вениславским, заступником председника Украјине у парламенту и чланом Одбора за националну безбедност и одбрану Врховне раде.
Био је и у контакту са Виталијем Кличком, градоначелником Кијева, коме је понудио помоћ у збрињавању његове породице у Србији за време трајања оружаних сукоба у Украјини, а Кличком му се захвалио и рекао да ће јавити уколико нешто буде потребно.

### Чланство у Европској унији
Баста се залаже за убрзано придруживање Србије Европској унији и спровођење неопходних реформи на путу ка чланству, а како је саопштио приликом оснивања Покрета Европски пут, Србија због свог положаја и вредности које баштини припада западном свету.

### Сарадња са Сједињеним Америчким Државама
Крајем јула 2023. године, Баста је боравио у посети Вашингтону и имао низ сусрета са истакнутим државницима и утицајним појединцима. Тако се сусрео са некадашњим директором ЦИА и државним секретаром Мајком Помпеом, 42. председником САД Билом Клинтоном и председавајућим Комитета за спољне послове Сената САД сенатором Бобом Менендезом.

## Награде и признања
- Признања „Капетан Миша Анастасијевић” за допринос развоју предузетничког и друштвеног стваралаштва у области привреде (2013);
- Најуспешнији привредник за допринос и изузетну посвећеност раду, залагању и ефикасности у енергетском сектору (2022).